# Дамаз ет Бетње
Дамаз ет Бетње (фр. Damas-et-Bettegney) насеље је и општина у североисточној Француској у региону Лорена, у департману Вогези која припада префектури Епинал.
По подацима из 2011. године у општини је живело 367 становника, а густина насељености је износила 24,35 становника/km². Општина се простире на површини од 15,07 km². Налази се на средњој надморској висини од 304 метара (максималној 425 m, а минималној 296 m).

## Демографија
| 1962. | 1968. | 1975. | 1982. | 1990. | 1999. | 2011. |
| ----- | ----- | ----- | ----- | ----- | ----- | ----- |
| 339   | 383   | 309   | 269   | 318   | 320   | 367   |

График промене броја становника у току последњих година